# Поле фильтрации
Поля́ фильтра́ции — участок земли, на поверхности которого распределяют канализационные и другие сточные воды в целях их очистки; разновидность водоочистного сооружения.
Определение по ГОСТ 25150-2024: Поле фильтрации: Специально оборудованная обвалованная площадка, используемая для внутрипочвенной очистки сточных вод (как правило, предварительно осветленных) или для фильтрации в грунт очищенных сточных вод.
Используется метод естественной биологической очистки. В межполивной период используют для того, чтобы поры почвы успевали освобождаться от вод и заполнялись атмосферным воздухом (для создания аэробных условий в почве). Взвешенные и коллоидные вещества, содержащиеся в сточной воде, задерживаются в почве и с помощью кислорода и микроорганизмов почвы преобразуются в минеральные соединения. В отличие от полей орошения исключают возможность выращивания на них сельскохозяйственных культур из-за больших объёмов проходящих через них сточных вод. Устраивают на песчаных, супесчаных и суглинистых почвах с хорошими фильтрационными свойствами. Состоят из участков (карт) с почти горизонтальной поверхностью площадью 0,5—2 га, огражденных валами высотой 0,8—1 м.

## Механизм
Сточные воды, очищенные от механических примесей, жира, яиц гельминтов и пр., подаются в карту слоем 20—30 см (зимой намораживают до 75 см) по открытым каналам через водовыпуски и просачиваются через почву. Вода по дренам поступает в коллектор и сбрасывается в реку. После впитывания сточной жидкости поверхность карты перепахивают и снова заполняют. Допустимая норма суточной нагрузки полей фильтрации (м³/га): для песка 70—125, супеси 50—100, суглинка 40—70. Для очистки небольших количеств сточных вод устраивают подземные поля фильтрации (сточная жидкость поступает в почву через дрены).